# Mária Kaló
Mária Kaló, coniugata Laborczné e, successivamente, Némethyné (Budapest, 10 settembre 1938), è un'ex cestista ungherese.
È la sorella di Ilona Kaló.

## Carriera
Con l'Ungheria ha disputato due edizioni dei Campionati del mondo (1957, 1959) e quattro dei Campionati europei (1956, 1958, 1960, 1962).